# Савиняно сул Панаро
Савиня̀но сул Пана̀ро (на италиански: Savignano sul Panaro, на местен диалект Savgnân, Савънян) е град и община в северна Италия, провинция Модена, регион Емилия-Романя. Разположен е на 102 m надморска височина. Населението на общината е 9334 души (към 2012 г.).